# 東突厥

東突厥可汗国
（Türük）

7世紀、東突厥の最大版図

東突厥（ひがしとっけつ、とうとっけつ）は、582年に突厥が東西に分裂した際の東側の勢力。これに対し、西側の勢力を西突厥という。
東突厥は大きく分けて3つの時期に分類でき、1つ目が第一可汗国期、2つ目が羈縻政策期、3つ目が第二可汗国期となる。744年、最後の東可汗が回紇（ウイグル）によって殺されると、東突厥の旧領は回鶻可汗国に取って代わった。

## 歴史

### 第一可汗国
開皇2年（582年）冬、突厥は隋の征討を受け、大可汗の沙鉢略可汗（在位：581年 - 587年）は小可汗の阿波可汗・貪汗可汗らを率いて迎撃するが、敗走し、飢えと疫病に悩まされ、あえなく撤退した。この時、沙鉢略可汗は阿波可汗の気性が荒いのを危惧し、先に阿波可汗の領地へ向かいその部落を襲撃し、阿波可汗の母を殺した。これにより阿波可汗は還るところがなくなり、西の達頭可汗（タルドゥシュ・カガン）のもとへ亡命した。このことを聞いた達頭可汗は阿波可汗に10万の兵をつけて沙鉢略可汗を攻撃させた。このほかにも貪汗可汗や沙鉢略可汗の従弟の地勤察などが沙鉢略可汗から離反し、阿波可汗に附いた。これによって阿波可汗は突厥から分かれて西突厥を建国し、西域諸国を従えた。
こうして東西に分かれた突厥は互いに攻撃し合ったが、都藍可汗（在位：587年 - 599年）の時代になってようやく隋の文帝の仲裁で両者は和解することとなった。しかし、開皇17年（597年）、沙鉢略可汗の子である染干（センガン）は突利可汗（テリス・カガン）と号して、勝手に隋と関係をもったことから、大可汗である都藍可汗は激怒し、隋と国交を断絶し、たびたび辺境を侵すようになった。
開皇19年（599年）、隋は漢王の楊諒を元帥として都藍可汗を撃たせた。都藍可汗は達頭可汗と手を組んで、突利可汗を攻撃し、その兄弟子姪を殺した。突利可汗は長孫晟と隋に逃げ込んだ。6月、高熲・楊素は達頭可汗を撃ち、これを大破した。文帝は突利可汗を拝して啓民可汗（在位：599年 - 609年）とし、義成公主を娶らせた。なおも都藍可汗が啓民可汗を攻撃し、隋の辺境を侵すので、越国公楊素・行軍総管の韓僧寿・太平公史万歳・大将軍の姚辯の軍勢は都藍可汗を攻撃した。この年の12月、都藍可汗が部下に殺されると、達頭可汗は歩迦可汗となって啓民可汗と対立した。しかし、隋と組んだ啓民可汗の方が常に優位となった。

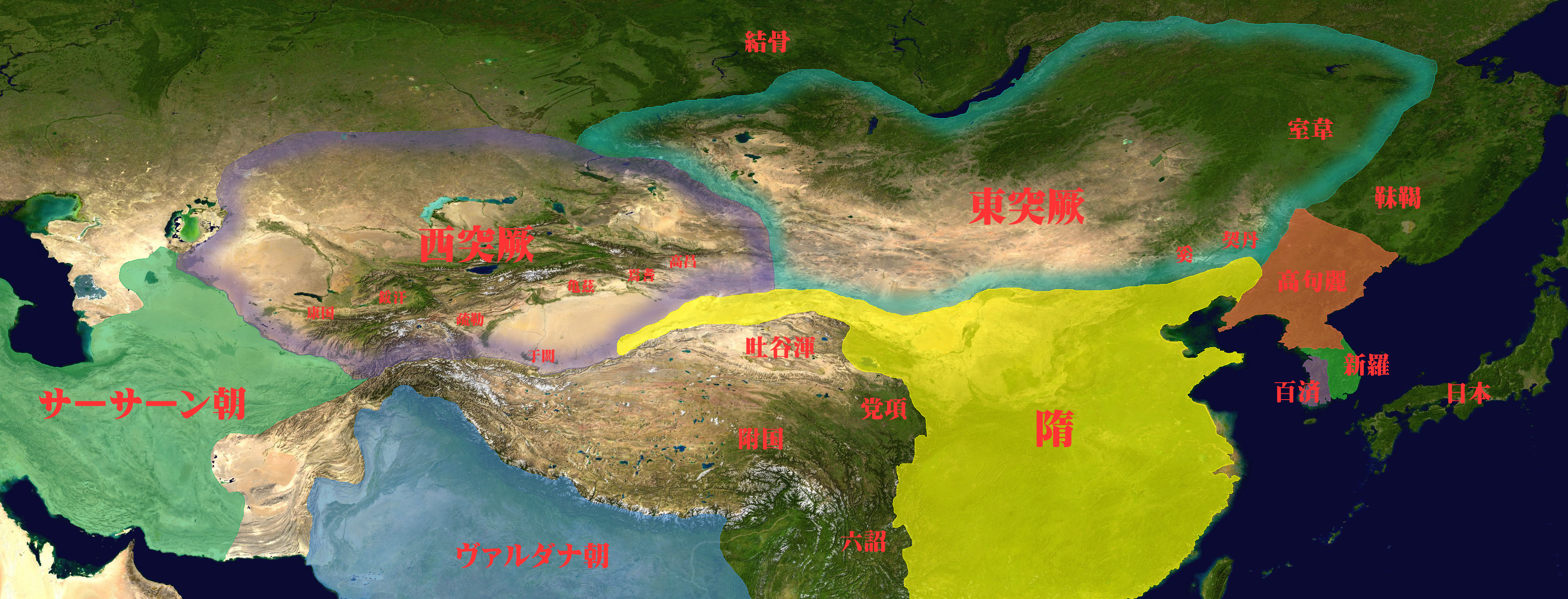
7世紀初めの東西突厥可汗国。

仁寿元年（601年）、それまで啓民可汗に付属していた鉄勒の斛薛（こくせつ）部などの諸部が叛いたので、文帝は詔で楊素を雲州道行軍元帥とし、啓民可汗を率いて北征させた。一方、歩迦可汗はふたたび啓民可汗を攻めたが敗北し、吐谷渾に奔走した。これにより啓民可汗は東突厥全土を掌握することとなり、以降、隋との関係も良好であった。
しかし、子の始畢可汗（在位：609年 - 619年）の代になると、東突厥は隋の衰えに乗じて反旗を翻した。大業11年（615年）8月、始畢可汗は数十万の騎馬軍団を率いて隋に入寇し、煬帝を雁門にて包囲した。煬帝は詔によって諸郡の兵を出動させ、東突厥軍を撤退させた。これ以降、東突厥は隋の北辺を荒らすようになり、二度と隋に朝貢することはなかった。また、隋末の動乱において、薛挙・竇建徳・王世充・劉武周・梁師都・李軌・高開道などの反抗者は皆東突厥に称臣し、始畢可汗によって称号を受けた。
武徳元年（618年）、東突厥の支援もあって中国で唐が建国すると、始畢可汗は骨咄禄特勤（クトゥルク・テギン）を遣わして入朝させた。高祖は太極殿で宴を催した。武徳2年（619年）2月、始畢可汗は賊軍の梁師都とともに唐への侵入略奪を謀ったが、始畢可汗が亡くなったため取りやめとなった。
始畢可汗の時代では小可汗の姿はほとんど無く、大可汗に次ぐ地位は設（シャド）となっていた。シャドの権力は小可汗より弱いため、始畢可汗が大可汗への権力集中をはかったものと思われる。しかし、それでも中央集権国家とは言い難く、他部族の部族長は頡利発（イルテベル：Iltäbär）や俟斤（イルキン：Irkin）といった称号をおびて、ある程度の地位を保っていた。そのため、中央からは吐屯（トゥドゥン：Tudun）という官を派遣して諸部族を監視すると共に税を徴収していた。
中国の混乱に乗じ、比較的優位に立っていた東突厥であったが、頡利可汗（在位：620年 - 630年）の代になり、内部分裂と鉄勒諸部の反乱、天変地異などによって東突厥は唐に降伏することとなった（630年3月）。

### 羈縻政策下

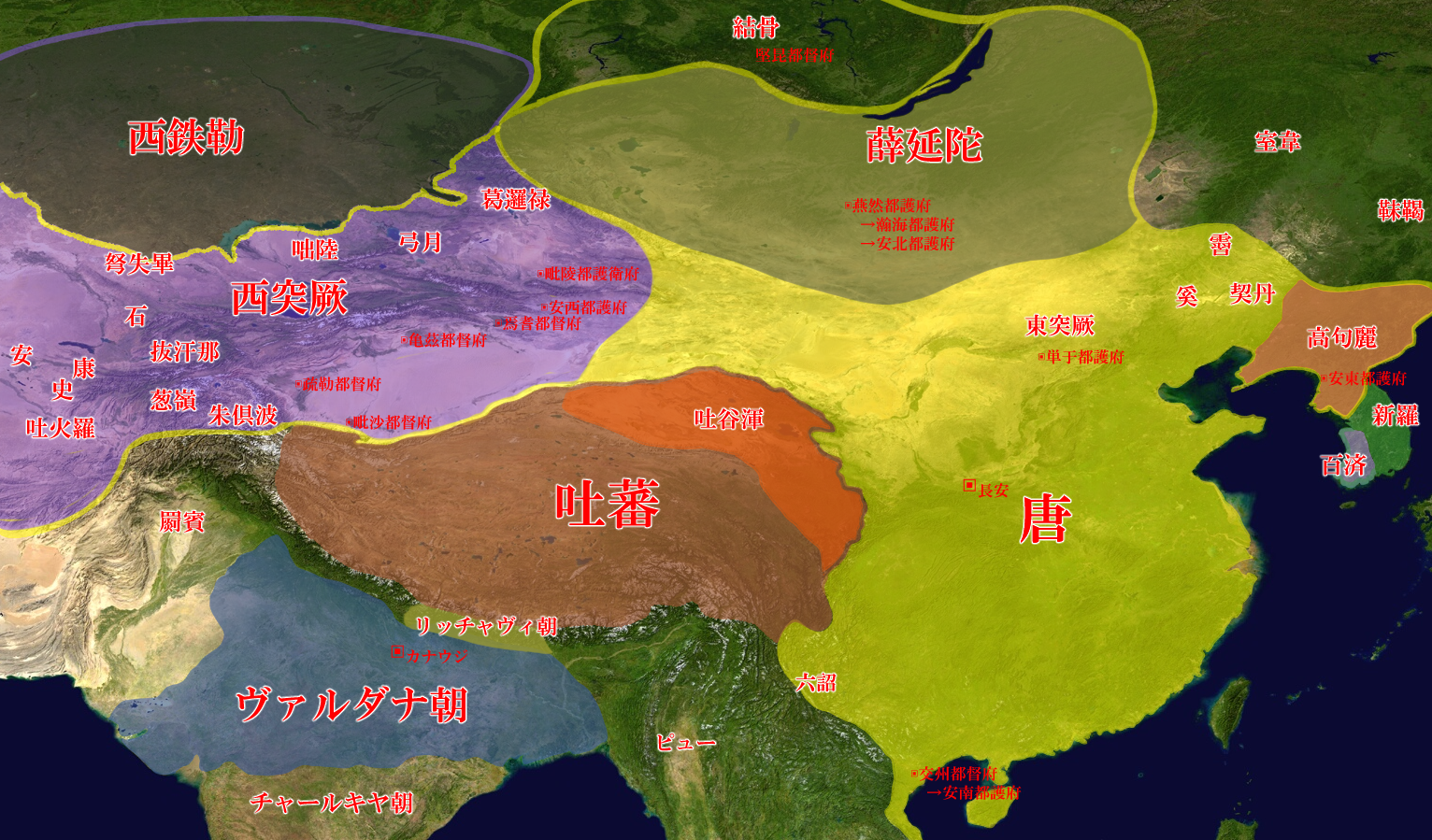
7世紀、羈縻政策下の周辺国。

頡利可汗の降伏後、唐は鉄勒の薛延陀部族長である夷男を真珠毘伽可汗とし、モンゴル高原を支配させ、東突厥に対しては中国内に留めて監視する羈縻支配をおこなった。しかし、モンゴル高原の薛延陀部が次第に勢力を増してきたため、唐は646年に北伐を行い、薛延陀部を破って羈縻支配に入れ、それにともない鉄勒諸部も羈縻支配に入れた。ちょうどその頃、東突厥の別部出身の車鼻可汗が金山（アルタイ山脈）の北で独立の姿勢を見せたため、貞観23年（649年）に唐は迴紇部・僕骨部などを率いて車鼻可汗を襲撃した。すると車鼻可汗に従っていた諸部が次々と降伏していき、永徽元年（650年）には車鼻可汗が捕らえられ、北方民族はすべて唐の羈縻支配下に入ることとなった。
これら、唐に降って長安までやって来た諸部族長たちは、時の皇帝太宗に対して“天可汗（テングリ・カガン：Täŋri-Qaγan）”の称号を奉ったという。

### 第二可汗国

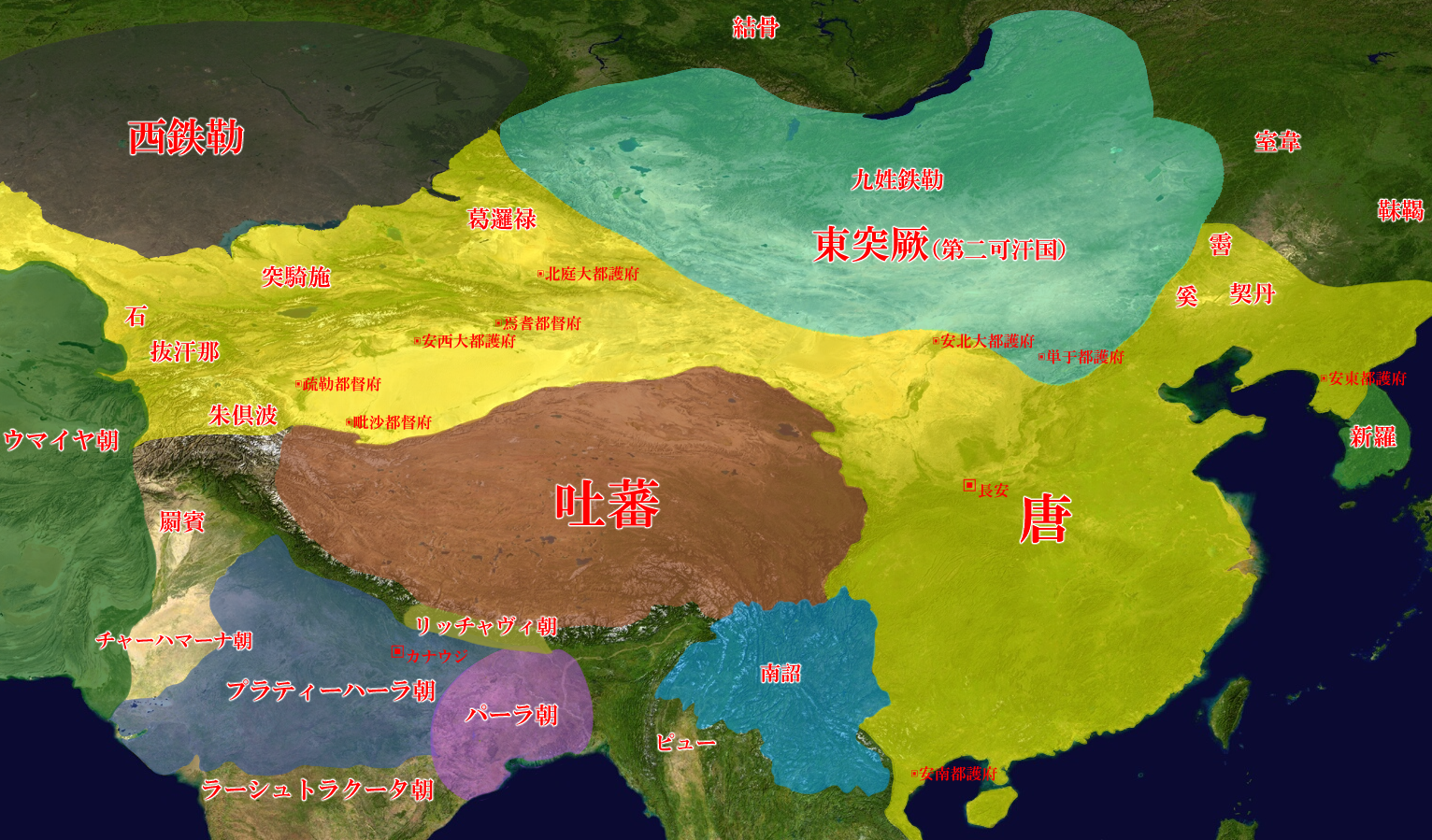
7世紀後半から8世紀前半、西突厥崩壊後の周辺国。

羈縻支配を甘んじて受けていた北方民族であったが、徐々に独立の動きを見せ始めていく。
永淳元年（682年）、阿史那骨咄禄らは5千余人で群盗をなし、九姓鉄勒（トクズ・オグズ）を抄掠し、多くの羊馬を得て次第に強盛となっていった。そして、阿史那骨咄禄は自ら立って可汗（イルティリシュ・カガン）となり、その弟の阿史那默啜を殺（シャド：官名）、阿史那咄悉匐を葉護（ヤブグ：官名）とした。12月、阿史那骨咄禄は黒沙城に拠り、并州の北境で侵入略奪を行った。この時、単于長史の王本立のもとにいた阿史徳元珍（古テュルク語: 𐱃𐰆𐰪𐰸𐰸 - Tonyuquq - トニュクク - 暾欲谷）が帰順してきたので、阿史那骨咄禄は彼を阿波達干（アパ・タルカン：官名）に任命した。
こうして独立を果たした東突厥は通称第二可汗国とも呼ばれ、その後も唐軍と戦って勝利を収め、唐の辺境地帯を荒らしまわった。阿史那骨咄禄は天授（690年 - 692年）の初めに病死し、その子の默棘連はまだ幼かったので、弟の阿史那默啜が後を継いだ。
阿史那默啜はカプガン・カガン（在位：690年頃 - 716年）と号し、しきりに中国の北辺へ侵入し、略奪をおこなった。しかし、長寿2年（693年）からは周に入朝するようになり、武則天から遷善可汗の称号を受ける。また、万歳通天元年（696年）の契丹討伐に功があったため、特進・頡跌伊施（イルティリシュ）大単于・立功報国可汗を賜った。
聖暦元年（698年）5月、阿史那默啜は上表して武則天の子になること、娘を嫁がせること、和親を結ぶこと、さらに降戸と単于都護府の地に農機具と種子がほしいということを請願した。しかし、武則天が初めこれを許さなかったため、阿史那默啜は激怒し、司賓卿の田帰道を殺害しようとした。時に周の朝廷は東突厥の兵勢を懼れており、納言の姚璹・鸞台侍郎の楊再思の建議でその和親を許可することとなり、すべての要求を呑んだ。7月、そこで武則天は淮陽王武延秀を阿史那默啜の娘に嫁がせようと、右豹韜衛大将軍の閻知微を春官尚書・右武威衛郎将の楊斉荘を司賓卿とし、彼らを黒沙南庭に赴かせた。しかし、阿史那默啜は唐の皇族（李氏）ではなく周の皇族（武氏）が来たことに異を唱え、今すぐに武周政権を倒して唐王朝に戻そうと、8月、武延秀を拘束して閻知微を可汗に封じ、1万騎を率いて南下し、静難・平狄・清夷などの軍鎮を攻撃し、静難軍使の慕容玄崱を降伏させた。周は計45万の兵で防いだが、各所で惨敗した。武則天は激怒し、默啜を改名して斬啜と呼んだ。しかし、東突厥軍の勢いは止まらず、9月、遂に武則天は唐の廬陵王を皇太子とした。そのことを聞いた阿史那默啜はようやく軍を引いた。
聖暦2年（699年）、阿史那默啜は弟の阿史那咄悉匐を立てて左廂察、阿史那骨咄禄の子の阿史那默矩を右廂察に任命した。また阿史那默啜の子の阿史那匐倶を立てて小可汗とし、位は両察の上に置き、処木昆部など十姓（西突厥）の兵馬4万余人を統括させ、また号して拓西可汗とした。これより東突厥は連年辺境を寇した。
景雲元年（710年）、睿宗が即位すると、景雲2年（711年）1月、阿史那默啜はまた遣使を送って和親を請い、宋王李成器の娘を金山公主として娶ることを許可された。阿史那默啜はその息子の楊我支特勤を遣わし来朝、右驍衛員外大将軍を授かる。頡利可汗以来、最も強盛となった阿史那默啜であったが、老齢となり、部落の多くは次第に逃散していくことになる。
阿史那默啜の晩年は、北方・西方計略に忙殺された。北方ではキルギズや鉄勒諸部が反乱を起こし、西方ではかつて西突厥に従属していた葛邏禄（カルルク）や突騎施（テュルギシュ）が台頭してきた。さらには、西南のアラブ・イスラーム勢力の攻撃によるソグディアナの救援要請にも応じなければならなかった。こうした中、阿史那默啜は九姓鉄勒の抜曳固（抜野古、バイルク：Bayïrqu）部を征伐中に殺されてしまう。
阿史那骨咄禄の子の闕特勤（キュル・テギン：Kül Tigin）は旧部を糾合して、阿史那默啜の子の小可汗及び諸弟を殺し、闕特勤の兄である左賢王の阿史那默棘連を立てて毘伽可汗（ビルゲ・カガン：Bilgä Qaγan）とした。闕特勤は軍事権を握り、暾欲谷（トニュクク：Tonyuquq）が補佐役となった。
毘伽可汗の治世は、中国への侵入・略奪が少なく、唐との関係も良好で、玄宗から絹馬貿易の許可を得ていた。しかし、毘伽可汗は親唐家だったわけではなく、絹馬貿易を恒常的に行う確約を得るための方便として、唐に対して誠意を見せていた。つまり、毘伽可汗は略奪第一主義から交易重視策へと政策を変更したのである。また、毘伽可汗は都城を築き、仏教や道教の寺院を建てようとしたが、暾欲谷が草原地帯では遊牧生活様式が優越していることを主張したため、取りやめにした。
暾欲谷が死去し、闕特勤が731年、毘伽可汗が734年に死去すると、第二可汗国は一気に衰退していくこととなる。東突厥では内輪もめが相次ぎ、741年以降、鉄勒の回紇（ウイグル）が葛邏禄（カルルク）・抜悉蜜（バシュミル）などとともに東突厥を攻め、抜悉蜜の酋長が可汗となったり、回紇の骨力裴羅（クトゥルグ・ボイラ）が骨咄禄毗伽闕可汗（クトゥルグ・ビルゲ・キュル・カガン）となったりして、745年ついに東突厥最後の白眉可汗が殺され、東突厥は滅んだ。

## 政治体制
君主は可汗（カガン：Qaγan）といい、中国で言う皇帝にあたる。皇后にあたるのは可賀敦（カガトゥン：Qaγatun）という。また、皇太子にあたる特勤（テギン：Tägin）や、総督にあたる設（察、殺、シャド：Šad）がある。
- 小可汗
  - 突利可汗…主に契丹・靺鞨部を管轄。牙は幽州の北に位置する。

- 特勤（テギン：Tägin）
  - 統特勤…主に胡部を管轄
  - 斛特勤…主に斛薛部を管轄

- 設（シャド：Šad）
  - 延陀設…主に延陀部を管轄
  - 歩利設…主に霫部を管轄

その下には以下のおよそ28の官職がある。これらの官職は代々世襲によって受け継がれ、父兄が死ぬと子弟が後を継いだ。
- 葉護（ヤブグ：Yabγu）
- 屈律啜（キョリチュル）
- 阿波（アパ）
- 俟利発（イルテベル：Iltäbär[3]）…部族長へ与えられる称号
  - 頡利発（イルテベル：Iltäbär[3]）…部族長へ与えられる称号
- 吐屯（トゥドゥン：Tudun）…中央から派遣される監察官
- 俟斤（イルキン：Irkin[3]）…部族長へ与えられる称号
- 閻洪達
- 達干（タルカン：Tarqan）

可汗廷（首都）は都斤山（鬱督軍山、ウテュケン山：Ütükän yïš）に置かれた。東突厥は多くの被支配民族をもっており、東は契丹（キタン：Qïtaň）・室韋（三十姓タタル：Otuz Tatar）、西は吐谷渾・高昌諸国を従えていた。

## 東突厥（第二可汗国期）の碑文
以下のものはいわゆる突厥碑文と総称される碑文であり、突厥時代（とくに東突厥第二可汗国期）に建てられたため、その名がある。これらの碑文はすべて古代テュルク語／古代トルコ・ルーン文字（突厥文字）で書かれている。
- 『チョイレン銘文』…第二可汗国の建国を称えて建てられた。
- 『バイン・ツォクト碑文』…いわゆる『トニュクク碑文』であり、トニュクク（英語版）（古テュルク語: 𐱃𐰆𐰪𐰸𐰸 - Tonyuquq：暾欲谷）自身が『チョイレン銘文』の30年後に作成した。
- 『ホショ・ツァイダム碑文』…ビルゲ・カガン、キュル・テギン兄弟の功績を称えて彼らの死後に建てられた。
  - 『キョル・テギン碑文』
  - 『ビルゲ・カガン碑文』

日本ではこれらの碑文をしばしばオルホン碑文と総称するが、必ずしも正確な命名とはいえない。
その他の碑文としては次のものがある。
- 『オンギン碑文』…オンギン河畔で発見
- 『イフ・ホショトゥ碑文』…イフ・ホショトゥで発見。
  - 『キュリ・チョル碑文』

## 歴代君主

### 東突厥可汗国
1. 啓民可汗（染干）（587年 - 609年）…沙鉢略可汗の子、都藍可汗の弟
2. 始畢可汗（咄吉世）（609年 - 619年）…啓民可汗の長男、隋に攻め入り朝貢を停止する。
3. 処羅可汗（俟利弗設）（619年 - 620年）…啓民可汗の次男
4. 頡利可汗（咄苾）（620年 - 630年）…啓民可汗の三男、唐に降伏し、東突厥は一時滅ぶ。
  - 突利可汗（什鉢苾）（620年 - 631年）…始畢可汗の子

### 羈縻（きび）政策下
- 乙弥泥孰俟利苾可汗（思摩）（639年 - 644年）…頡利可汗の族人
- 乙注車鼻可汗（斛勃）（？ - 650年）…突厥別部
- 阿史那泥孰匐（679年 - 680年）
- 阿史那伏念（680年 - 681年）…頡利可汗の従兄の子

### 突厥第二可汗国
1. 阿史那骨咄禄（クトゥルグ、イルティリシュ・カガン）（682年 - ？）…頡利可汗の疏属、唐から独立して東突厥を再興させる。
2. 阿史那默啜（カプガン・カガン）（？ - 716年）…骨咄禄の弟
3. 毗伽可汗（ビルゲ・カガン、默棘連）（716年 - 734年）…骨咄禄の子
4. 伊然可汗（イネル・カガン）（734年）…毗伽可汗の子
5. 登利可汗（テングリ・カガン）（734年 - 741年殺）…伊然可汗の弟
6. 骨咄葉護（クトゥ・ヤブグ）（741年 - 742年殺）
  - 頡跌伊施可汗（イルティリシュ・カガン、阿史那施）（742年 - 744年殺）…抜悉蜜部の酋長
7. 烏蘇米施可汗（オズミシュ・カガン）（？ - 744年殺）…判闕特勤の子
8. 白眉可汗（鶻隴匐）（744年 - 745年殺）…烏蘇米施可汗の弟